# Bartholomäus Arnoldi
Bartholomäus Arnoldi (* um 1465 in Usingen; † 9. September 1532 in Erfurt) war Professor der Philosophie und Theologie und zunächst ein Lehrer und Freund, später ein Gegner Luthers. Aufgrund seines Geburtsorts trug er auch den Beinamen Usingensis oder de Usingen.

## Biografie
Arnoldi studierte an der Universität Erfurt zunächst Philosophie, wurde 1491 Magister und bald darauf Professor der Philosophie, in welcher Funktion er auch Martin Luther unterrichtete. 1512 trat er unter dem Einfluss Luthers in den Augustinerorden ein. Später lehrte er außerdem auch Theologie, nachdem er 1514 den Doktorgrad der Theologie erworben hatte.
Arnoldi hielt mit Luther bis 1518 Freundschaft, dann aber widersetzte er sich aufs heftigste der Einführung der Reformation in Erfurt und schrieb dagegen mehrere heftige Streitschriften. 1526 ging er nach Würzburg und war in Begleitung des Bischofs von Würzburg Konrad II. von Thüngen 1530 auf dem Reichstag zu Augsburg gegenwärtig. Dann kehrte er nach Erfurt zurück, wo er im hohen Alter gestorben ist.
Arnoldi ist auch in der Geschichte der Logik nennenswert. Er schrieb ein „Compendium der Logik“ und „Exercitia zum aristotelischen Organon“ und gilt als Vertreter des Nominalismus.